# Андо, Хирокадзу
Хирокадзу Андо (яп. 安藤 浩和 андо: хирокадзу, род. в 1969 году) — японский композитор, пишущий музыку к видеоиграм компании HAL Laboratory. Известен благодаря саундтреку к серии игр Super Smash Bros..

## Работы
- (1991) HAL's Hole in One Golf
- (1992) Arcana (SNES) (с Дзюном Исикавой)
- (1993) Kirby's Adventure (NES) (с Дзюном Исикавой)
- (1994) Kirby's Dream Course (SNES)
- (1995) Kirby's Dream Land 2 (GB) (с Тадаси Икэгами); Kirby's Avalanche (SNES) (с Эйносукэ Нагао)
- (1997) Kirby's Star Stacker (GB)
- (1998) Kirby no Kirakira Kizzu (SNES)
- (1999) Super Smash Bros. (N64)
- (2000) Kirby 64: The Crystal Shards (N64) (с Дзюном Исикавой)
- (2001) Super Smash Bros. Melee (GC) (с Тадаси Икэгами, Сёго Сакаем и Такуто Кацутой)
- (2002) Kirby: Nightmare in Dream Land (GBA) (с Тадаси Икэгами, Сёго Сакаем и Дзюном Исикавой)
- (2003) Kirby Air Ride (GC) (с Тадаси Икэгами, Сёго Сакаем и Дзюном Исикавой)
- (2006) Kirby: Squeak Squad (NDS) (с Тадаси Икэгами, Сёго Сакаем и Дзюном Исикавой)
- (2008) Kirby Super Star Ultra (NDS) (с Дзюном Исикавой)